# Born Under a Bad Sign
Born Under a Bad Sign — другий студійний альбом Альберта Кінга, випущений лейблом Stax Records в 1967 році. Сингли «Laundromat Blues», «Crosscut Saw» і «Born Under a Bad Sign» посіли 29, 34 та 49 сходинки відповідно в чарті Billboard R&B Singles. 
У 1985 році альбом Born Under a Bad Sign було занесено до Зали слави блюзу. Альбом займає 499 місце в списку найкращих альбомів всіх часів за версією журналу Rolling Stone.

## Список композицій
1. «Born Under a Bad Sign» (Вільям Белл, Букер Т. Джонс) — 2:47
2. «Crosscut Saw» (Р.Дж. Форд) — 2:35
3. «Kansas City» (Джеррі Лейбер, Майк Столлер) — 2:33
4. «Oh, Pretty Woman» (А.С. Вільямс) — 2:48
5. «Down Don't Bother Me» (Альберт Кінг) — 2:10
6. «The Hunter» (Стів Кроппер, Дональд «Дак» Данн, Ел Джексон, мл., Букер Т. Джонс, Джуніор Веллз) — 2:45
7. «I Almost Lost My Mind» (Айвері Джо Хантер) — 3:30
8. «Personal Manager» (Альберт Кінг, Девід Портер) — 4:31
9. «Laundromat Blues» (Сенді Джонс) — 3:21
10. «As the Years Go Passing By» (Дедрік Мелоун) — 3:48
11. «The Very Thought of You» (Рей Ноубл) — 3:46

## Учасники запису
- Альберт Кінг — вокал, електрична гітара
- Стів Кроппер — електрична гітара
- Букер Т. Джонс — фортепіано
- Айзек Хейз — фортепіано
- Дональд «Дак» Данн — бас-гітара
- Ел Джексон, мл. — ударні
- Джим Стюарт — продюсер

### The Memphis Horns
- Джо Арнольд — валторна
- Вейн Джексон — валторна
- Ендрю Лав — валторна

### Технічний персонал
- Лорінґ Ютемі — дизайн обкладинки
- Джим Маршалл — фотограф (фото на обороті)

## Позиції у чартах

### Сингли
| Сингл                   | Інформація                                                                        |
| ----------------------- | --------------------------------------------------------------------------------- |
| «Laundromat Blues»      | - Сингл Stax 190, 1966 - Сторона Б: «Overall Junction» - US Black Singles #29     |
| «Oh, Pretty Woman»      | - Сингл Stax 197, 1966 - Сторона Б: «Funk-Shun»                                   |
| «Crosscut Saw»          | - Сингл Stax 201, 1966 - Сторона Б: «Down Don't Bother Me» - US Black Singles #34 |
| «Born Under a Bad Sign» | - Сингл Stax 217, 1967 - Сторона Б: «Personal Manager» - US Black Singles #49     |